# Византийская экспедиция в Калабрию
Византийская экспедиция в Калабрию (ит. Spedizione bizantina in Calabria) — неудачная попытка Византийской империи закрепиться в южной Италии, предпринятая в конце 788 или начале 789 года.
Причиной войны стало расторжение помолвки дочери франкского короля Карла Великого Ротруды и императора Константина VI, а также стремление Византии восстановить в правах Адельхиза, сына и соправителя последнего короля лангобардов Дезидерия. В 774 году королевство лангобардов было завоёвано Карлом Великим и Адельхиз бежал из страны. Византийское правительство продолжало признавать его законным королем. Если бы экспедиция увенчалась успехом, он был бы восстановлен в правлении под византийским протекторатом.
Экспедиционные силы находились под командованием сакеллария Иоанна и Адельхиза. Помимо отправки экспедиционного корпуса, регентша Ирина, императрица-мать, приказала Феодору, наместнику Сицилии, оказать поддержку вторжению.
Византийцы высадились в Калабрии и двинулись к границе с герцогством Беневенто. Карл Великий отправил контингент франков под командованием Винигиза, «для надзора за всем, что они [лангобарды] делали», поручив борьбу против византийцев бывшему у него в заложниках герцогу Гримоальду III Беневентскому. Главное сражение произошло недалеко от границы. Герцог Гримоальд разбил византийцев, которые «бежали на свои корабли» после поражения, потеряв 4000 человек убитыми и 1000 пленными. Иоанн был взят в плен во время битвы и «предан жестокой смерти». Судьба Адельхиза неизвестна; он исчезает из исторических записей после своего поражения.
После битвы не было зафиксировано никаких дипломатических контактов между двумя державами, пока Константин VI не отправил стратига Сицилии Никиту с посольством в Ахен в 797 году. Вероятно, оно касалось освобождения пленных.